# Francesco Spetrino
Francesco Spetrino (Palermo, 2 giugno 1857 – Roma, 27 luglio 1948) è stato un direttore d'orchestra e compositore italiano.

## Biografia
Francesco Spetrino nacque a Palermo nel 1857. Frequentò il Conservatorio Scarlatti di Palermo, dove fu allievo di Pietro Platania, diplomandosi nel 1874. Intraprese inizialmente la carriera di compositore d'opera nel 1876, per dedicarsi in seguito alla direzione d'orchestra. Dopo essersi messo in luce in Italia si trasferì all'estero, dirigendo nei palcoscenici più importanti in Europa e in America. Dal 1894 al 1899 ebbe la direzione al Grande Teatro-Opera di Varsavia, poi dal 1901 del Nuovo Teatro dell'Opera e del Balletto di Leopoli, quindi dal 1903 al 1908 fu direttore d'orchestra stabile delle opere italiane al Wiener Staatsoper.
Nel 1908 diresse per una stagione al Metropolitan Opera House con Arturo Toscanini.
Fece ritorno in Italia nel corso della prima guerra mondiale. Abbandonò la carriera musicale per motivi familiari.
Compose opere e balletti, una cantata per coro e orchestra, musica da camera e opere liriche.

## Opere
- Filippo II (melodramma), 1976[2]
- Celeste (idillio), Bucarest 1891[2]
- La Dama di cuori (balletto), Varsavia 1899.[2]
- Leggenda (balletto), Parigi 1935[2][4]
- Cantata per coro e orchestra[2]